# SV Eintracht Trier 05
SV Eintracht Trier 05 este un club german de fotbal din Trier.

## Lotul sezonului 2009-2010
| Nr. |              | Poziție | Jucător            |
| --- | ------------ | ------- | ------------------ |
| 1   | Bulgaria     | P       | Assen Alexov       |
| 2   | Franța       | F       | Kevin Lacroix      |
| 4   | Franța       | F       | Nicolas Ferndandez |
| 5   | Germania     | F       | Josef Cinar        |
| 6   | Australia    | M       | Andy Rakic         |
| 7   | Germania     | M       | Markus Anfang      |
| 8   | Croația      | M       | Andreas Anicic     |
| 9   | Germania     | A       | Florian Bauer      |
| 10  | Sierra Leone | A       | Sahr Senesie       |
| 11  | Germania     | M       | Gustav Schulz      |
| 12  | Germania     | P       | Ulrich Schneider   |
| 13  | Germania     | F       | Thomas Kempny      |

| Nr. |                            | Poziție | Jucător              |
| --- | -------------------------- | ------- | -------------------- |
| 14  | Germania                   | M       | Aydin Ay             |
| 15  | Germania                   | M       | Martin Wagner        |
| 16  | Germania                   | M       | Max Bachl-Staudinger |
| 17  | Germania                   | A       | Tim Eckstein         |
| 18  | Namibia                    | A       | Wilko Risser         |
| 19  | Republica Democrată Congo  | M       | Matondo Makiadi      |
| 20  | Germania                   | F       | Michael Dingels      |
| 21  | Franța                     | A       | Yannick Salem        |
| 22  | Germania                   | M       | Erwin Bradasch       |
| 23  | Statele Unite ale Americii | P       | Kenneth Kronholm     |
| 24  | Germania                   | M       | Christopher Reinhard |
| 25  | Germania                   | A       | Tayfun Pektürk       |